# Lagunas de Bartoluzzi
Lagunas de Bartoluzzi o Lagunas de Bartolucci es una localidad ubicada en el distrito San Francisco del departamento Lavalle, provincia de Mendoza,  Argentina. 
Se encuentra en el extremo norte del oasis mendocino, sobre la margen derecha del arroyo Tulumaya y a 9 km de Jocolí sobre la Ruta Nacional 40. 
La delegación municipal de Alto del Olvido tiene jurisdicción sobre esta localidad. En 2009 había un total de 30 lotes en el barrio de los cuales 20 estaban edificados. Fue edificado en 1999, y en 2009 había en proyecto 31 viviendas más.